# 迈克罗·罗梅罗
迈克罗·罗梅罗（西班牙語：Maikro Romero，1972年12月9日—），古巴男子拳击运动员。他曾代表古巴参加1996年和2000年夏季奥林匹克运动会拳击比赛，获得一枚金牌和一枚铜牌。